# Arrampicata sportiva ai Giochi mondiali 2022 - Boulder maschile
La gara di boulder maschile di arrampicata sportiva ai Giochi mondiali 2022 si è svolta il 15 luglio 2022 a Birmingham.

## Risultati

### Qualificazioni
| Pos | Atleta             | Boulder | Boulder | Boulder | Boulder | Risultato  | Note |
| Pos | Atleta             | 1       | 2       | 3       | 4       | Risultato  | Note |
| --- | ------------------ | ------- | ------- | ------- | ------- | ---------- | ---- |
| 1   | Kokoro Fujii       | T       | T       | T       | T       | 4T4z 11 9  | Q    |
| 2   | Anže Peharc        | z       | T       | T       | T       | 3T4z 3 7   | Q    |
| 3   | Nimrod Marcus      | T       | z       | T       | T       | 3T4z 6 6   | Q    |
| 4   | Nicolai Uznik      | T       | T       | z       | T       | 3T4z 7 8   | Q    |
| 5   | Yoshiyuki Ogata    | T       | z       | z       | T       | 2T4z 10 11 | Q    |
| 6   | Nicolas Collin     | –       | z       | T       | T       | 2T3z 4 11  | Q    |
| 7   | Hannes Van Duysen  | z       | z       | z       | T       | 1T4z 1 4   |      |
| 8   | Paul Jenft         | –       | z       | z       | T       | 1T3z 1 5   |      |
| 9   | Mejdi Schalck      | –       | z       | z       | T       | 1T3z 3 5   |      |
| 10  | Christopher Cosser | z       | z       | z       | z       | 0T4z 0 14  |      |
| 11  | Joe Goodacre       | –       | –       | z       | z       | 0T2z 0 6   |      |

### Finale
| Pos | Atleta          | Boulder | Boulder | Boulder | Boulder | Risultato |
| Pos | Atleta          | 1       | 2       | 3       | 4       | Risultato |
| --- | --------------- | ------- | ------- | ------- | ------- | --------- |
| 1   | Nicolas Collin  | T       | T       | T       | T       | 4T4z 6 4  |
| 2   | Kokoro Fujii    | T       | T       | T       | T       | 4T4z 8 5  |
| 3   | Yoshiyuki Ogata | z       | T       | T       | T       | 3T4z 4 5  |
| 4   | Nicolai Uznik   | T       | T       | z       | T       | 3T4z 5 5  |
| 5   | Anže Peharc     | z       | T       | T       | T       | 3T4z 6 6  |
| 6   | Nimrod Marcus   | T       | T       | z       | T       | 3T4z 8 6  |